# 天作之合劇場
天作之合劇場（英文：Perfect Match Theatre）成立於2013年，由冉天豪擔任藝術總監，華文音樂劇創作為劇團主要發展方向。
團隊成型於2006年，由冉天豪與音樂劇演員程伯仁、江翊睿、張世珮等人舉辦一場「今夜不唱悲慘魅影」演唱會，隨後於2007年、2008年、2010年、2012年陸續舉辦多場音樂劇演唱會，開創華文音樂劇沙龍演唱會的歷史。
2013年，由冉天豪領軍正式成立天作之合劇場，並重新推出2004年的作品《天堂邊緣》。並於接下五年陸續推出五部原創作品，是台灣地區少數專職經營華文原創音樂劇的商業劇團。

## 作品年表
- 2006年 《今晚不唱悲慘魅影》
- 2007年 《天作之合》
- 2008年 《天作之合與趙詠華》
- 2010年 《我有一個戀愛》-程伯仁個人演唱會
- 2012年 《真情襄詠》-洪瑞襄紀念音樂會
- 2012年 《我愛天上的明星》-程伯仁個人演唱會

### 2013年正式成團
- 2013年 《音樂劇天堂邊緣》
- 2014年 《女伶心事》-張世珮演唱會
- 2014年 《越唱越高》-江翊睿演唱會
- 2014年 音樂劇《MRT》
- 2015年 音樂劇《天堂邊緣》經典再現
- 2015年 《黑膠男孩》黃士偉One man show
- 2015年 《程就不凡》-程伯仁演唱會
- 2015年 音樂劇《寂寞瑪奇朵》
- 2017年 音樂劇《MRT 2》
- 2018年 音樂劇《寂寞瑪奇朵》最終烘焙
- 2018年 音樂劇《天堂邊緣》魔幻再現
- 2019年 音樂劇《飲食男女》
- 2019年 《萬世佳人》-張世珮演唱會
- 2020年 《輝伯ㄟ劇場秀》王友輝與程伯仁的慶生演唱會
- 2021年 音樂劇《阿堯Shemenayha》

## 外部連結
- 天作之合劇場官方網站 （页面存档备份，存于）
- 天作之合劇場的Facebook專頁粉絲頁
- YouTube上的天作之合劇場頻道